# Piet van der Horst
Petrus Michaelis „Piet” van der Horst (ur. 25 października 1903 w Klundert, zm. 18 lutego 1983 w Bredzie) – holenderski kolarz torowy i szosowy, srebrny medalista olimpijski.

## Kariera
Największy sukces w karierze Piet van der Horst osiągnął w 1928 roku, kiedy wspólnie z Janem Maasem, Janusem Braspennincxem, Janem Pijnenburgiem i Gerardem Boschem van Drakesteinem zdobył srebrny medal w drużynowym wyścigu na dochodzenie podczas igrzysk olimpijskich w Amsterdamie. Był to jedyny medal wywalczony przez van der Horsta na międzynarodowej imprezie tej rangi, był to także jego jedyny start olimpijski. Startował również w wyścigach szosowych, ale bez większych sukcesów. Nigdy nie zdobył medalu na szosowych ani torowych mistrzostwach świata.
Jego syn Piet van der Horst Jr również był kolarzem.